# Makrogeschichte
Makrogeschichte untersucht die Geschichte von sozialen Systemen entlang Entwicklungspfaden auf der Suche nach Regelmäßigkeiten und Entwicklungsmustern.

## Abgrenzung
Makrogeschichte ist also nicht beschreibend (ideographisch), sondern an der Aufdeckung von Gesetzen interessiert (nomothetisch). Ihr Ziel liegt in der Gewinnung historischer Einsichten und weniger in der empirischen Absicherung ihrer Erkenntnisse, die notwendigerweise begrenzt sind.

## Makrohistoriker
Als Makrohistoriker in diesem Sinne können gelten:
- Su-Ma Ch'ien (145–90? v. Chr.)
- Augustinus (354–430)
- Ibn Chaldūn (1332–1406)
- Giambattista Vico (1668–1744)
- Adam Smith (1723–1790)
- Georg Wilhelm Friedrich Hegel (1770–1831)
- Auguste Comte (1798–1857)
- Karl Marx (1818–1883)
- Herbert Spencer (1820–1903)
- Vilfredo Pareto (1848–1923)
- Max Weber (1864–1920)
- Rudolf Steiner (1861–1925)
- Oswald Spengler (1880–1936)
- Pierre Teilhard de Chardin (1881–1955)
- Pitirim Sorokin (1889–1968)
- Arnold J. Toynbee (1889–1975)
- Antonio Gramsci (1891–1937)
- Prabhat Rainjan Sarkar (1921–1990)
- Riane Eisler (* 1931)
- Yuval Noah Harari (* 1976)